# Galgenau (Gemeinden Freistadt, Kefermarkt)
Galgenau ist ein Ort im Mühlviertel in Oberösterreich, und
Ortschaft der Gemeinden Kefermarkt und Freistadt im Bezirk Freistadt.

## Geographie
Galgenau liegt auf um die 550 m ü. A. zwischen den beiden Gemeindehauptorten rechts im Tal der Feldaist, zwischen der Jaunitz, die bei Freistadt in die Feldaist mündet, und dem Galgenaubach im Süden, 1½ Kilometer südlich des Stadtzentrums Freistadt und 6 Kilometer nördlich von Kefermarkt.
Die beiden Ortschaften umfassen knapp 40 Gebäude mit etwa 120 Einwohnern, davon der Gutteil im Kefermarkter Teil, und erstrecken sich über gut 4 Kilometer. Zum Ortschaftsgebiet gehört auch die Pührmühle, die Krumpmühle, und der Parzer flussabwärts direkt an der Feldaist.
Nachbarortschaften
| Sankt Peter (Gem. Freistadt) | Freistadt (Linzer Vorstadt)                 |                                              |
| Trölsberg (Gem. Freistadt)   | Kompassrose, die auf Nachbargemeinden zeigt | Walchshof (Gem. Lasberg) Grub (Gem. Lasberg) |
| Lest (Gem. Kefermarkt)       |                                             | Freidorf (Gem. Kefermarkt)                   |

## Geschichte
Der Ortsname ist wörtlich,
die Köpfstätte,
an der heutigen Gemeindegrenze, ist ebenso ein alter Richtplatz wie beim Gerichtshölzl
an der Feldaist weiter im Süden, der eine Weinberger Gerichtsstätte anzeigt. Die Galgen finden sich auch auf einem Stich von Georg Matthäus Vischer (Mitte 17. Jh.).
1938, zur Zeit des Anschlusses, als allerorten in Österreich Großgemeinden geschaffen wurde, wurde das Gemeindegebiet Freistadts im Süden und Südwesten vergrößert, womit auch die ehemals Zeißer Ortsteile im Norden, die wie Trölsberg zu Zeiß gehört hatten, zur Stadt kamen.

## Wirtschaft und Infrastruktur

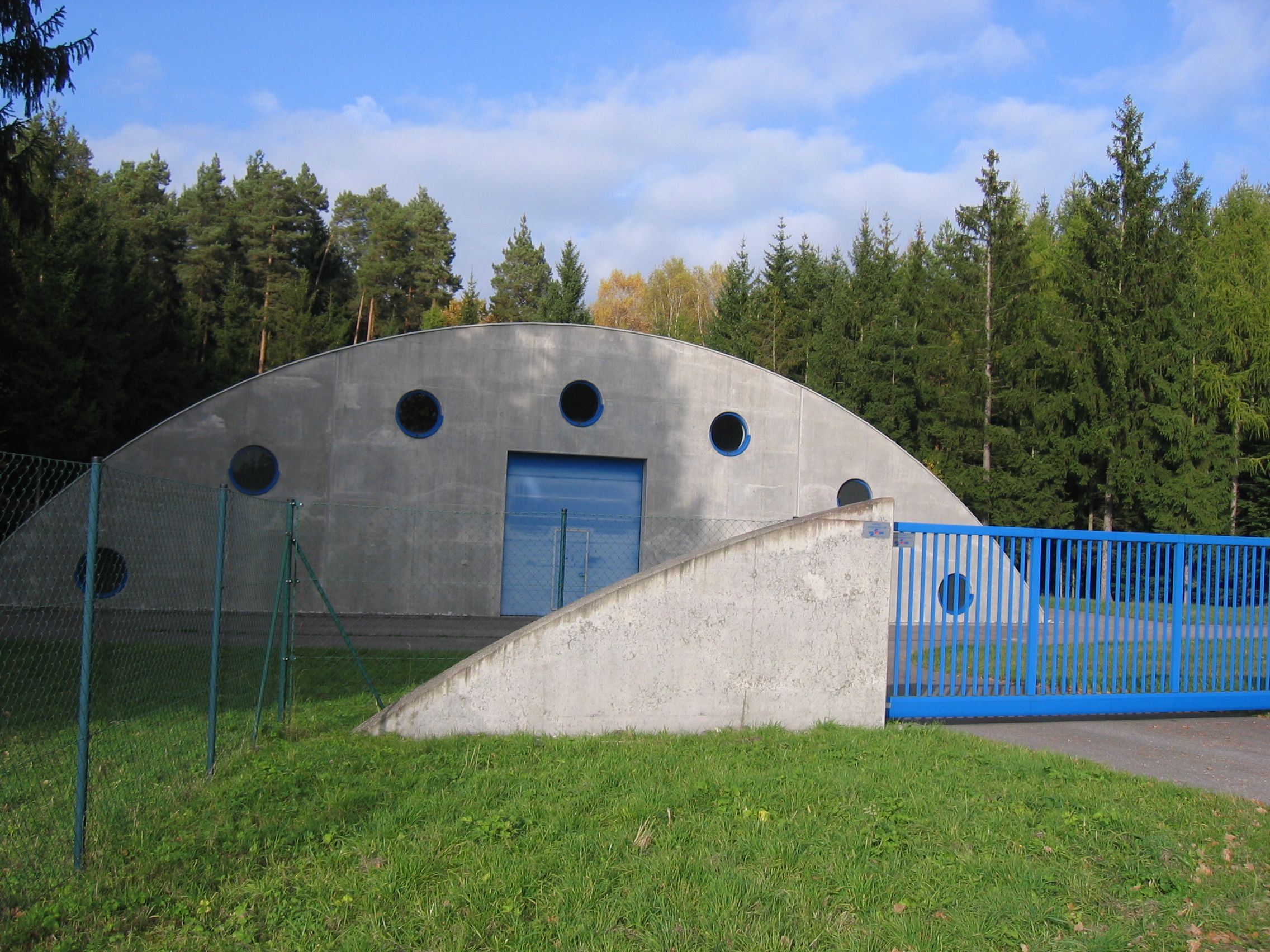
Wasserwerk Galgenau

Durch das Ortschaftgebiet verläuft die B 310 Mühlviertler Straße und an der S 10 Mühlviertler Schnellstraße wurde bis November 2014 gebaut.
Hier liegt das größte Wasserwerk der Stadt, die ehemalige Landwirtschaftsschule Freistadt (das "GLUATNEST"), das Landeskrankenhaus Freistadt samt Krankenpflegerschule und die Firma FM Küchen (Freistädter Möbelfabrik), sowie mehrere bedeutende Arbeitgeber im Bereich des INKOBA - Betriebsbaugebietes.
Der Freistädter Weihteich ist ein gutes Fischgewässer.